# Ostrzyciel

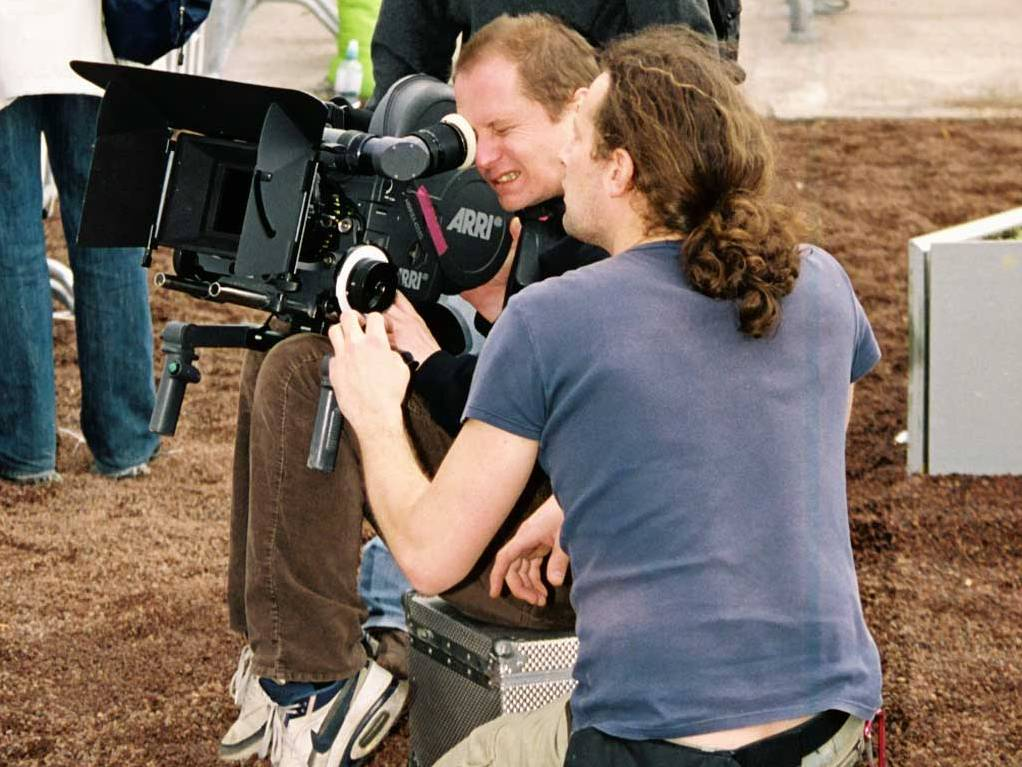
Ostrzyciel

Ostrzyciel (pierwszy asystent kamery, focus puller) – członek pionu operatorskiego odpowiedzialny za utrzymanie ostrości obrazu, współpracujący ściśle z operatorem filmowym. Jego obecność jest niezbędna przy dynamicznych ujęciach, kiedy rusza się kamera lub przemieszczają się aktorzy, a ostrość musi pozostać na konkretnej osobie lub przedmiocie.